# Domácí vodárna
Domácí vodárna je zařízení pro dopravu a úpravu vody z vlastního zdroje do domovního vodovodu. Vlastním zdrojem může být studna, vodní tok či nádrž s dešťovou vodou. Zřizují se v místech, kde není možnost napojení na veřejný vodovod, nebo tam, kde je to výhodné z hlediska uživatele.

## Typy
- S otevřeným vodojemem - v našich podmínkách se příliš nevyskytují. Jejich nevýhodou je umístění otevřené nádrže v nejvyšším patře budovy, její statické zabezpečení a zabezepčení proti zamzrnutí vody. Samospádový rozvod také nemusí vždy tlakově vyhovovat umístěným zařizovacím předmětům.

- S tlakovou nádrží - tzv. Darling se skládá z čerpadla, tlakové nádrže, sacího a výtlačného potrubí a z potřebného pojistného a ovládacího zařízení. Používají se zde buď pístová nebo odstředivá čerpadla ovládaná tlakovým spínačem. Velikost tlakové nádoby by měla být taková, aby čerpadlo seplo maximálně 6krát za hodinu.

## Výhody
- Snížení nákladů – odpadá napojení do veřejné vodovodní sítě.
- Dostupnost – vyhnutí se případné odstávky vodovodu.
- Stálý tlak vody – zejména v odlehlejších oblastech dochází k poklesům tlaku vody.

## Nevýhody
- Výpadky elektřiny – nemožnost čerpání vody bez záložního zdroje elektřiny
- Kvalita vody – nutná pravidelná kontrola
- Údržba studny a zařízení – zvláště v období záplav je nebezpečí znečištění studny